# Rue Simon-Dereure
La rue Simon-Dereure est une voie publique située dans le 18e arrondissement de Paris, en France.

## Situation et accès
Elle débute au 8, place Casadesus et se termine au 24, avenue Junot.

## Origine du nom

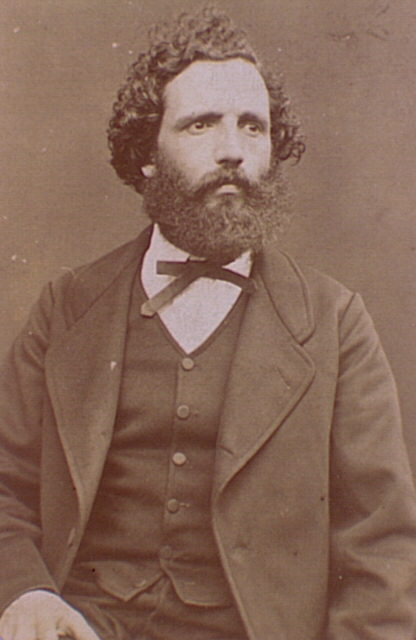
Simon Dereure.

La rue porte le nom de Louis-Simon Dereure, homme politique et adjoint au maire de Montmartre en 1870.

## Historique
Cette voie ouverte en 1910 sous le nom de « rue de l'Abreuvoir prolongée » commençait, jusqu'en 1973, allée des Brouillards, date à laquelle on donna le nom de « place Casadesus » à sa partie située du côté du square Suzanne-Buisson.

## Bâtiments remarquables et lieux de mémoire
- À l'angle du no 22 et du 28, avenue Junot se situe l'hôtel Lejeune. Hôtel particulier inscrit à l'inventaire supplémentaire des monuments historiques, il fut construit en 1927 par l'architecte Adolphe Thiers pour le sculpteur et prix de Rome 1911, Louis-Aimé Lejeune. Un bas-relief de l'artiste en marque l'entrée[2].

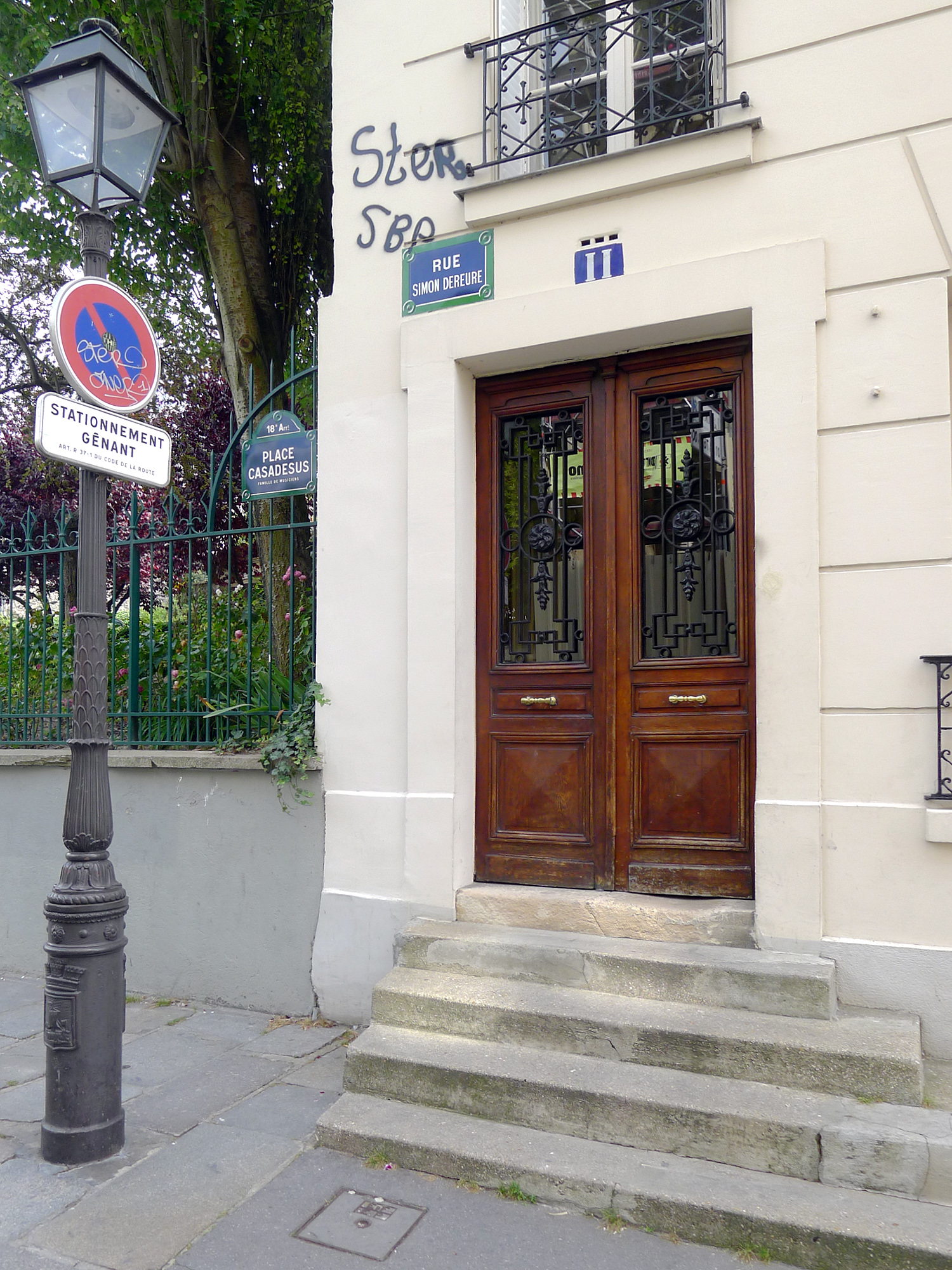
Côté numéros impairs, la rue commence au no 11 depuis que sa partie située du côté du square Suzanne-Buisson a pris le nom de place Casadesus.
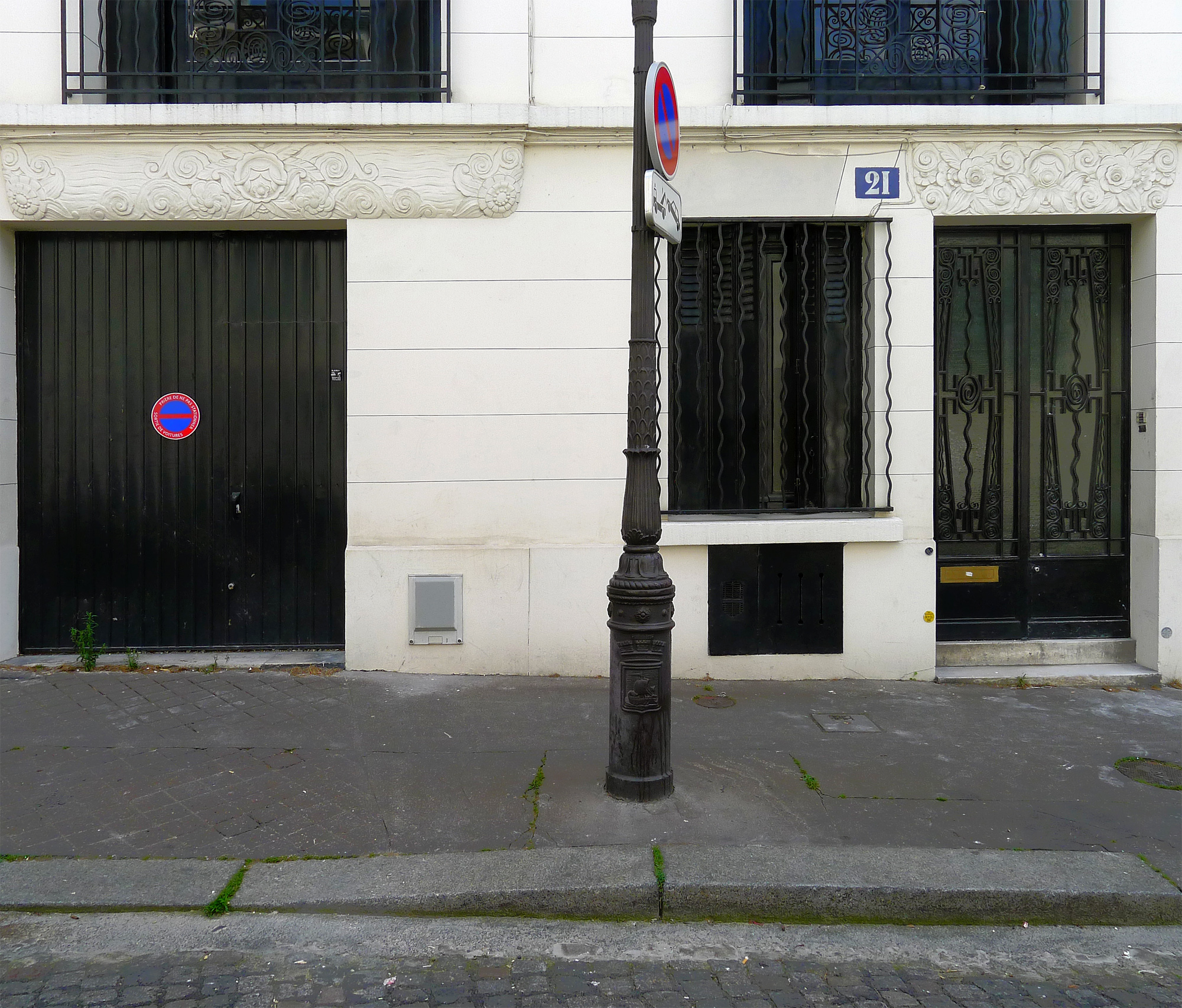
Au no 21, frises Art déco.
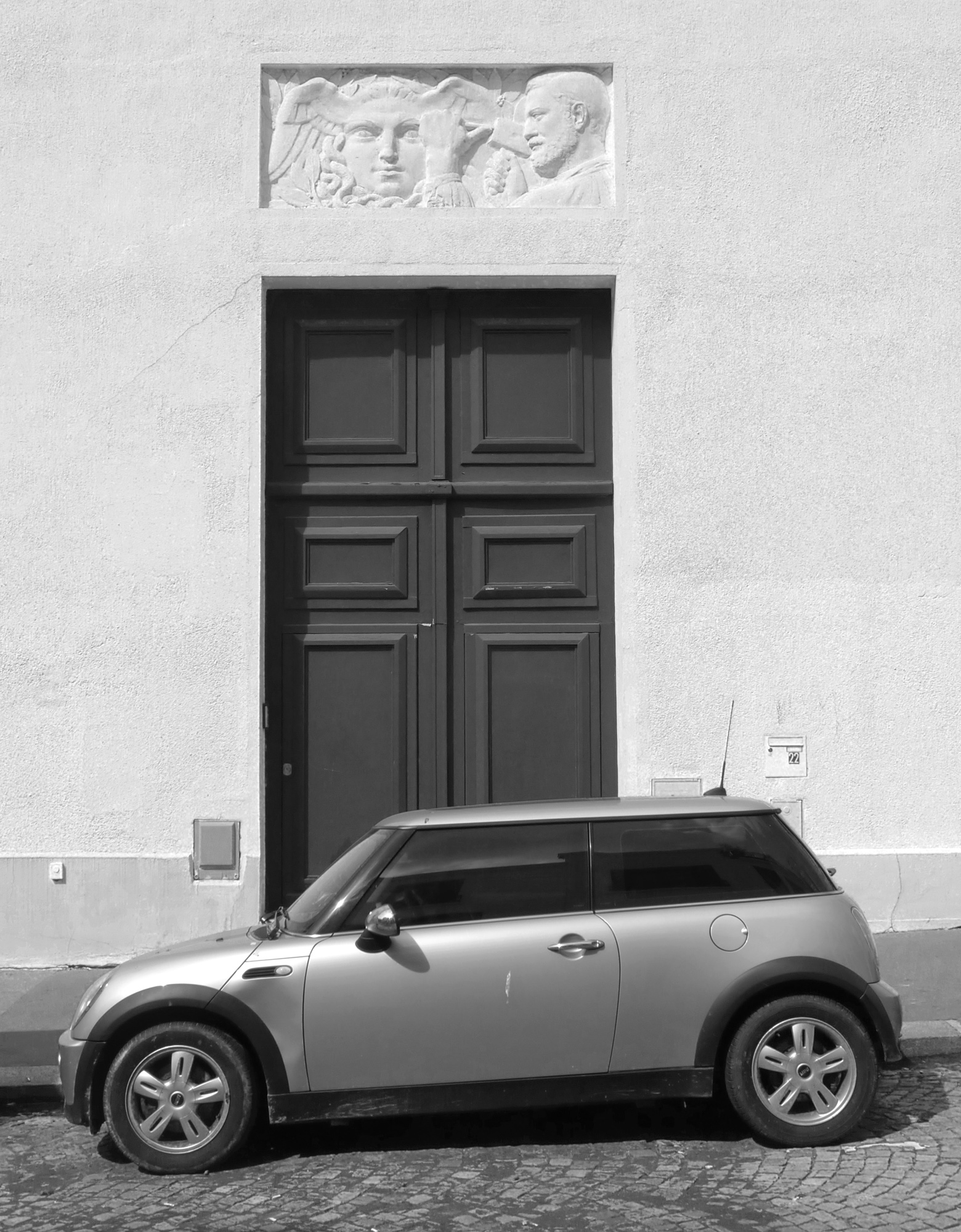
Au no 22, l'hôtel Lejeune.
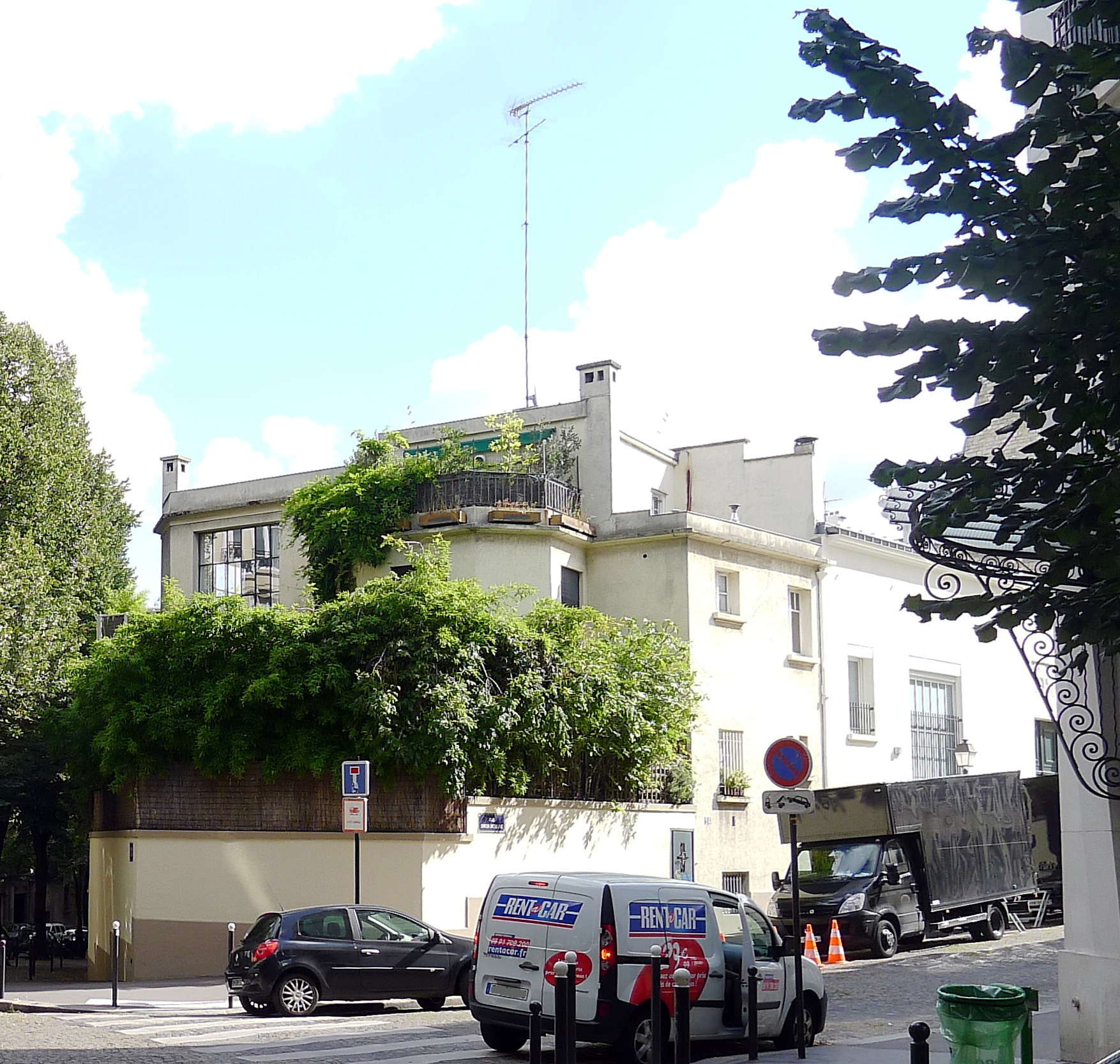
La rue Simon-Dereure vue de l'avenue Junot.
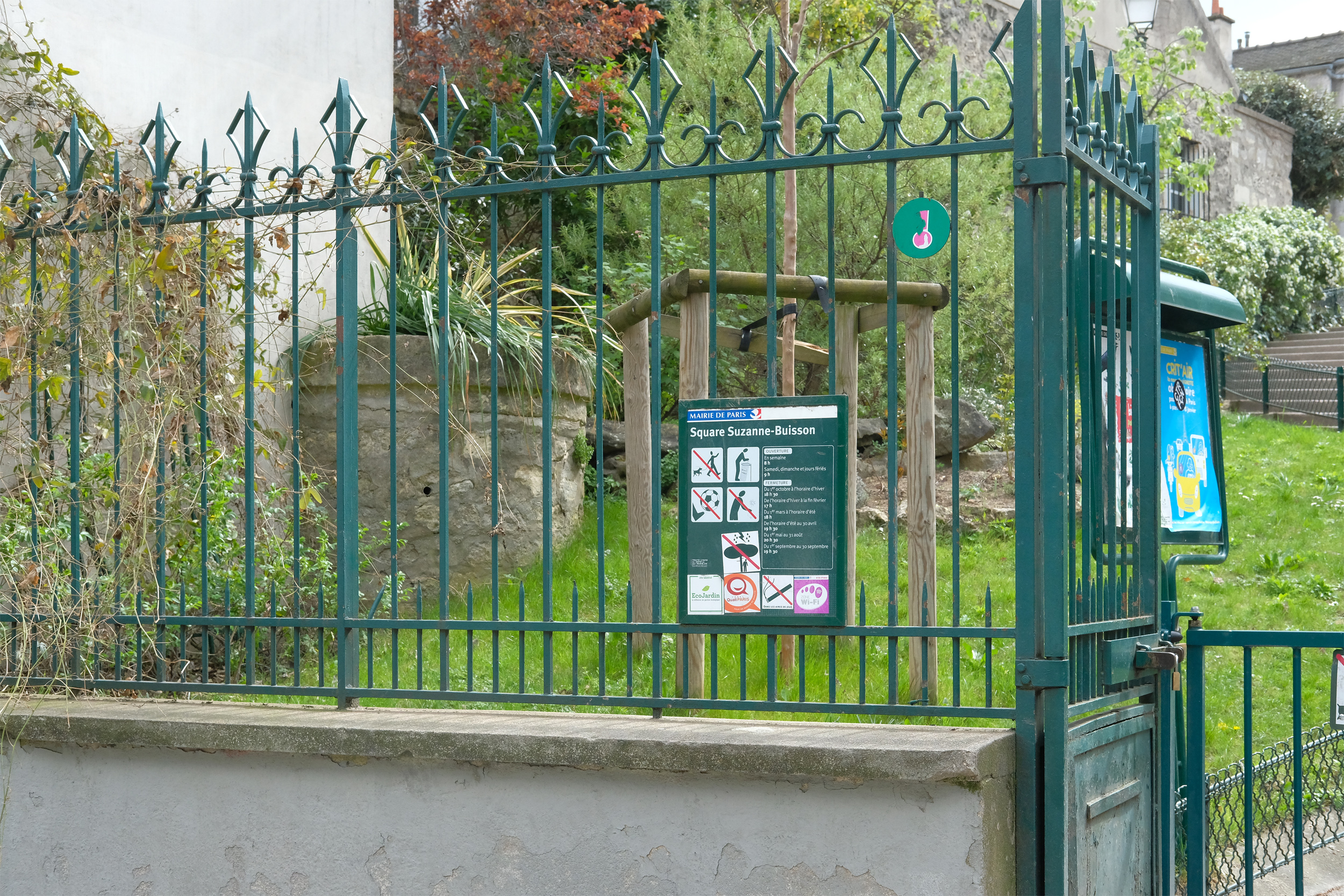
Entrée du square Suzanne-Buisson.